# Prudnik
Prudnik [ˈprudɲik], tyska: Neustadt in Oberschlesien, är en stad i Opole vojvodskap i södra Polen, belägen vid floden Prudnik, 53 kilometer sydväst om Opole. Staden hade 21 368 invånare år 2016 och är huvudort och största stad i distriktet powiat prudnicki. 

## Kända Prudnikbor
- Matteus Apelles von Löwenstern (1594-1648), tysk kompositör, skribent, psalmförfattare.
- Karl Dziatzko (1842-1903), tysk klassisk filolog och bibliotekarie.